# L'home de Laramie
L'home de Laramie (títol original en anglès: The Man from Laramie) és una pel·lícula estatunidenca dirigida per Anthony Mann i estrenada l'any 1955. Ha estat doblada al català. Protagonitzada per James Stewart, Arthur Kennedy, Donald Crisp, i Cathy O'Donnell. Escrita per Philip Yordan i Frank Burt, la pel·lícula és sobre un desconegut que desafia un baró local de bestiar i el seu fill sàdic treballant per un dels seus rivals més vells. La pel·lícula es va adaptar d'una història del mateix títol de Thomas T. Flynn, primer publicada a The Saturday Evening Post el 1954, i després com a novel·la el 1955. L'home de Laramie va ser un dels primers westerns filmat en CinemaScope, per captar la vastitud del paisatge. La pel·lícula també es va filmar en Technicolor. Va ser la cinquena col·laboració de western entre Anthony Mann i James Stewart.

## Repartiment
- James Stewart: Will Lockhart
- Arthur Kennedy: Vic Hansbro
- Donald Crisp: Alec Waggoman
- Cathy O'Donnell: Barbara Waggoman
- Alex Nicol: Dave Waggoman
- Aline MacMahon: Kate Canady
- Wallace Ford: Charley O'Leary
- Jack Elam: Chris Boldt
- John War Eagle: Frank Darrah
- James Millican: Tom Quigby
- Gregg Barton: Fritz
- Boyd Stockman: Spud Oxton
- Frank DeKova: Padre